# Піая червонодзьоба
Піая червонодзьоба (Piaya melanogaster) — вид зозулеподібних птахів родини зозулевих (Cuculidae). Мешкає в Амазонії і на Гвіанському нагір'ї.

## Опис
Довжина птаха становить 38-40,5 см. Голова сіра, верхня частина тіла охриста. Горло і груди рудувато-коричневі, живіт і гузка чорні. Хвіст довгий, чорний, широкі стернові пера мають білі кінчики. Райдужки темно-червоні, навколо очей плями голої сизої шкіри, перед очима плями жовтої шкіри. Дзьоб пурпуровий. Забарвлення мололих птахів подібне до забарвлення дорослих птахів.

## Поширення і екологія
Червонодзьобі піаї мешкають в Колумбії, Еквадорі, Перу, Болівії, Бразилії, Венесуелі, Гаяні, Суринамі і Французькій Гвіані. Вони живуть в кронах тропічних лісів, на узліссях, іноді в рідколіссях, лісистих саванах і чагарникових заростях, уникають відкритих ландшафтів. Зустрічаються поодинці або парами, на висоті до 800 м над рівнем моря. Птахи погано літають, однак швидко і спритно скачуть по гілках і ліанах.
Червонодзьобі піаї живляться жуками, цикадами, кониками, мурахами та іншими великими комахами, гусінню, зокрема такою, яка має отруйні щетинки, іноді також дрібними ящірками та іншими хребетними. Гніздяться на деревах. В кладці 2 білих яйця.